# 外咸瓜街
外咸瓜街是位於中國上海市黃浦區的一條道路，它北起东门路，南至复兴东路。全长477米。

## 歷史
道路的歷史可以追溯至1913年。這條路原本是福建人开设的咸黄鱼市场，福建人將咸黄鱼稱為咸瓜，而道路西側还有一条里咸瓜街，因為里咸瓜街更靠近上海老城厢的一边，所以得名里咸瓜街，里咸瓜街東側的道路得名外咸瓜街。當時在上海的泉州、漳州商人还在外咸瓜街建造了泉漳会馆。不過根據黃浦報的說法，在福建话中，黄鱼被称为呱鱼，晒干腌制被称为干呱。干呱在上海话中演变成咸瓜。上海外國語大學国际教育学院教师郑瑜表示在這條道路上賣咸鱼的是浙江宁波人，在宁波話中，咸鱼发音为咸瓜。
後來又有人在外咸瓜街開設药材、参茸、桐油、柴炭和麻袋业批发和零售生意。中華人民共和國成立后，外咸瓜街的沿街是居民区，靠近东门路处是收购和批发蔬菜、瓜果的副食品市场。1990年代後，這些市場全部消失。